# Primo palazzo di Christiansborg
Il primo palazzo di Christiansborg a Copenaghen, in Danimarca, venne costruito sull'isola di Slotsholmen nel 1745 come nuova residenza per il re Cristiano VI di Danimarca. Il palazzo venne realizzato sul sito del suo predecessore, il castello di Copenaghen, il quale dopo ripetuti ampliamenti stava crollando su sé stesso per la mancanza di adeguate fondamenta adatte a sostenere la crescente costruzione.
Questo nuovo palazzo, ad ogni modo, sopravvisse solo mezzo secolo dalla sua edificazione in quanto nel 1794 venne distrutto completamente da un rovinoso incendio. Le parti sopravvissute, che includevano i cortili, il teatro di corte ed il ponte di Marmo coi suoi due padiglioni, vennero incorporati nel secondo palazzo di Christiansborg che venne costruito al suo posto. Queste parti sopravvissero anche all'incendio del 1884 che distrusse il secondo palazzo e fanno a tutt'oggi parte del terzo palazzo di Christiansborg.

## Storia

### La costruzione del nuovo palazzo
La demolizione dell'ormai antiquato castello di Copenaghen iniziò nel 1731 per far spazio al nuovo palazzo che ottenne il nome di "Christiansborg" proprio in onore di Cristiano VI, suo fondatore. Il re commissionò all'architetto  Elias David Häusser la costruzione del nuovo palazzo.
L'opera iniziò nel 1733 e dal 1736 i giovani architetti Lauritz de Thurah e Nicolai Eigtved vennero incaricati di disegnare gli interni delle sale. Nel 1738 venne costituita una commissione per sovrintendere alla costruzione del palazzo. Il lavoro proseguì lentamente per la continua mancanza di fondi e in molte occasioni esso si trovò in un punto morto. Ad ogni modo, dal 1740 la parte principale del palazzo era già stata terminata e pronta all'uso per Cristiano VI che vi prese residenza ufficiale con una grandiosa cerimonia il 26 novembre di quell stesso anno.
Quando Häusser si ritirò dal progetto nel 1742, Eigtved venne incaricato di completare il palazzo che venne appunto portato a termine nel 1745, con la dissoluzione della commissione régia il 22 febbraio di quell'anno.
Il costo totale del nuovo palazzo fu di 2,7 milioni di Rigsdaler, equivalente a metà delle entrate annuali dello stato.

### L'incendio del 1794
Il 26 febbraio 1794, Il palazzo di Christiansborg venne devastato da un rovinoso incendio che si era originato da una padella surriscaldata presso la Sala Grande.

## L'architettura

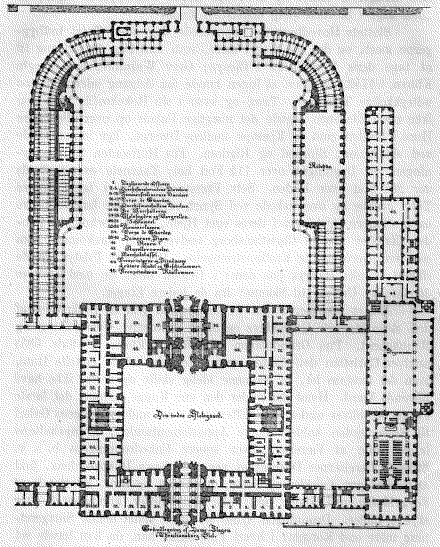
Pianta del primo palazzo di Christiansborg

### Il complesso
Il complesso del palazzo, realizzato in stile rococò, era composto da una struttura principale con quattro ali connesse tra loro da diverse costruzioni, tra cui il teatro di corte e le stalle, arrangiate al pian terreno. Vi era anche una cappella nel sito oggi occupato dalla cappella del palazzo di Christiansborg.
L'accesso principale al palazzo era possibile attraverso il ponte di Marmo ancora oggi presente.

### La struttura principale
Il corpo principale del nuovo palazzo aveva un'altezza di 36 metri con il tetto ricoperto di rame che raggiungeva gli 84 metri all'altezza della torre principale che si trovava sopra l'ingresso principale antistante la corte d'onore. La facciata era ricoperta di pietra calcarea decorata a stucco con vasi, rilievi, sculture e dettagli ornamentali sulle cornici delle finestre.
Anche l'interno era in stile rococò e finemente decorato. I lavori di decorazione e rifinitura del palazzo continuarono anche sotto il regno di Federico V e la Sala Grande, disegnata dall'architetto francese Nicolas-Henri Jardin, non venne inaugurata sino al 10 novembre 1766 da Cristiano VII. Tra gli artisti che diedero i loro contributi allo sviluppo del palazzo citiamo i pittori Nicolai Abraham Abildgaard e Hendrick Krock e gli scultori Johannes Wiedewelt, Simon Stanley e Johan Mandelberg.